# ブライダルコーディネート技能士
ブライダルコーディネート技能士（ブライダルコーディネートぎのうし）とは、国家資格である技能検定制度の一種で、
職業能力開発促進法第47条第1項による指定試験機関（公益社団法人日本ブライダル文化振興協会）が実施する、
ブライダルコーディネートに関する学科及び実技試験に合格した者をいう。

## 概要
2018年に技能検定制度の職種として追加される。
結婚式、披露宴業務におけるコミュニケーション能力、プランニング能力、プレゼンテーション能力、オペレーション能力などが必要とされる。
ブライダルコーディネート技能士になるための試験は学科試験と実技試験があり、等級は技能の内容に応じて1級から3級に区分される。
職業としての名称はブライドルコーディネーターのほかウエディングプランナーやウエディングプロデューサーなどが一般的であり、名称独占資格であるブライダルコーディネート技能士の資格を保有しなくても
ブライダルコーディネートの仕事をすることに法的な制限はないため、 高校や大学・専門学校などを卒業後、結婚式場やホテルなどの業務経験を経てとブライドルコーディネーターと呼ばれることもある。